# Lepidodactylus planicaudus
Lepidodactylus planicaudus là một loài thằn lằn trong họ Gekkonidae. Loài này được Stejneger mô tả khoa học đầu tiên năm 1905.